# Pitanga (kommun)
Pitanga är en kommun i Brasilien.   Den ligger i delstaten Paraná, i den södra delen av landet, 1 100 km söder om huvudstaden Brasília. Antalet invånare är 32 645.
Följande samhällen finns i Pitanga:
- Pitanga

Omgivningarna runt Pitanga är en mosaik av jordbruksmark och naturlig växtlighet. Runt Pitanga är det ganska glesbefolkat, med 22 invånare per kvadratkilometer.